# Charles John Wallace
Charles John Wallace, britanski general, * 6. februar 1890, † 20. december 1943.